# Arctic Tale (jeu vidéo)
Arctic Tale est un jeu vidéo d'action-aventure développé par Atomic Planet Entertainment et édité par Zoo Digital Publishing, sorti en 2007 sur Wii, Game Boy Advance et Nintendo DS.
Il est adapté du film documentaire du même nom.

## Accueil
- GameZone : 6,1/10 (Wii)[1]
- IGN : 3,5/10 (DS)[2]